# 望城街道 (贵阳市)
望城街道是中华人民共和国贵州省貴陽市南明区下辖的一个街道办事处。

## 行政区划
望城街道下辖以下村级行政区划单位：
陈庄坝社区、绿苑社区、大庆路社区、沙冲中路社区、大理石路社区、望城路社区、美树阳光社区、卧龙山庄社区、天源居社区、大正雨曦社区、都市阳光社区。